# Communauté d'agglomération Coulommiers Pays de Brie
La communauté d'agglomération Coulommiers Pays de Brie (CACPB) est une communauté d'agglomération française, située dans le département de Seine-et-Marne en région Île-de-France.

## Historique

La Communauté d'agglomération Coulommiers Pays de Brie en 2018.

Dès sa création le 1er janvier 2017, la communauté de communes du Pays de Coulommiers (résultant de la fusion de la première communauté de communes du Pays de Coulommiers, créée en 2013, et de la communauté de communes de la Brie des moulins) envisage sa fusion avec la communauté de communes du Pays fertois afin d'augmenter les ressources de cette nouvelle structure, qui prendrait le statut de communauté d'agglomération et bénéficierait à ce titre de dotations plus élevées de l'État, tout en ayant une possibilité de négociation plus équilibrée avec Val d'Europe Agglomération et la communauté d'agglomération du pays de Meaux,. 
La CDCI du 25 septembre 2017, après avoir recueilli celui des conseils municipaux, donne un avis favorable à cette fusion. Le préfet de Seine-et-Marne crée donc la communauté d'agglomération Coulommiers Pays de Brie par un arrêté du 14 novembre 2017 qui a pris effet le 1er janvier 2018,,, qui était constituée de 43 communes.
Cette intercommunalité fusionne avec la communauté de communes du Pays Créçois pour former le 1er janvier 2020 une nouvelle communauté d'agglomération qui conserve le nom de communauté d'agglomération Coulommiers Pays de Brie, et qui regroupe 54 communes et environ 91 000 habitants,,.

## Territoire communautaire

### Composition
La communauté d'agglomération est composée des 54 communes suivantes :

| Nom                         | Code Insee | Gentilé            | Superficie (km2) | Population (dernière pop. légale) | Densité (hab./km2) |
| --------------------------- | ---------- | ------------------ | ---------------- | --------------------------------- | ------------------ |
| Coulommiers (siège)         | 77131      | Columériens        | 10,93            | 15 696 (2022)                     | 1 436              |
| Amillis                     | 77002      | Amillisiens        | 20,06            | 821 (2022)                        | 41                 |
| Aulnoy                      | 77013      | Alnésiens          | 14,25            | 363 (2022)                        | 25                 |
| Bassevelle                  | 77024      | Bassevellois       | 17,46            | 385 (2022)                        | 22                 |
| Beautheil-Saints            | 77433      | Beausaintois       | 38,41            | 2 064 (2022)                      | 54                 |
| Boissy-le-Châtel            | 77042      | Buccéens           | 9,95             | 3 313 (2022)                      | 333                |
| Bouleurs                    | 77047      | Bouleurois         | 8,25             | 1 731 (2022)                      | 210                |
| Bussières                   | 77057      | Bussièrois         | 8,81             | 573 (2022)                        | 65                 |
| La Celle-sur-Morin          | 77063      | Cellois            | 7,26             | 1 246 (2022)                      | 172                |
| Chailly-en-Brie             | 77070      | Caibottins         | 17,36            | 1 557 (2022)                      | 90                 |
| Chamigny                    | 77078      | Chamignots         | 14,22            | 1 431 (2022)                      | 101                |
| Changis-sur-Marne           | 77084      | Changissiens       | 6,98             | 1 352 (2022)                      | 194                |
| Chauffry                    | 77106      | Caufériens         | 5,16             | 1 004 (2022)                      | 195                |
| Chevru                      | 77113      | Chevrotins         | 13,94            | 1 026 (2022)                      | 74                 |
| Citry                       | 77117      | Citryats           | 5,04             | 924 (2022)                        | 183                |
| Condé-Sainte-Libiaire       | 77125      | Condéens           | 2,15             | 1 470 (2022)                      | 684                |
| Couilly-Pont-aux-Dames      | 77128      | Colliaciens        | 4,75             | 2 131 (2022)                      | 449                |
| Coulommes                   | 77130      | Coulommois         | 3,68             | 534 (2022)                        | 145                |
| Coutevroult                 | 77141      | Coutevroultois     | 7,08             | 1 191 (2022)                      | 168                |
| Crécy-la-Chapelle           | 77142      | Créçois            | 15,78            | 4 881 (2022)                      | 309                |
| Dagny                       | 77151      | Dagnyssiens        | 7,89             | 293 (2022)                        | 37                 |
| Dammartin-sur-Tigeaux       | 77154      | Dammartinois       | 9,04             | 1 268 (2022)                      | 140                |
| Faremoutiers                | 77176      | Faremoutais        | 10,93            | 3 035 (2022)                      | 278                |
| La Ferté-sous-Jouarre       | 77183      | Fertois            | 10,06            | 10 004 (2022)                     | 994                |
| Giremoutiers                | 77206      | Giremontois        | 6,01             | 186 (2022)                        | 31                 |
| Guérard                     | 77219      | Guérardais         | 19,8             | 2 669 (2022)                      | 135                |
| La Haute-Maison             | 77225      | Altimantissiens    | 12,96            | 342 (2022)                        | 26                 |
| Hautefeuille                | 77224      | Hautefeuillois     | 9,8              | 254 (2022)                        | 26                 |
| Jouarre                     | 77238      | Jotranciens        | 42,19            | 4 262 (2022)                      | 101                |
| Luzancy                     | 77265      | Luzancéens         | 6,58             | 1 048 (2022)                      | 159                |
| Maisoncelles-en-Brie        | 77270      | Maisoncellois      | 13,57            | 967 (2022)                        | 71                 |
| Marolles-en-Brie            | 77278      | Marollais          | 9,05             | 413 (2022)                        | 46                 |
| Mauperthuis                 | 77281      | Malperthuisiens    | 1,97             | 487 (2022)                        | 247                |
| Méry-sur-Marne              | 77290      | Merycards          | 5,77             | 683 (2022)                        | 118                |
| Mouroux                     | 77320      | Mourousiens        | 16,77            | 5 869 (2022)                      | 350                |
| Nanteuil-sur-Marne          | 77331      | Nanteuillais       | 1,25             | 413 (2022)                        | 330                |
| Pézarches                   | 77360      | Pézarchois         | 8,94             | 404 (2022)                        | 45                 |
| Pierre-Levée                | 77361      | Pierre-Levéens     | 12,93            | 474 (2022)                        | 37                 |
| Pommeuse                    | 77371      | Pommeusiens        | 12,8             | 3 039 (2022)                      | 237                |
| Reuil-en-Brie               | 77388      | Reuillois          | 5,92             | 808 (2022)                        | 136                |
| Saâcy-sur-Marne             | 77397      | Saâcyats           | 13,8             | 1 869 (2022)                      | 135                |
| Saint-Augustin              | 77400      | Saint-Augustiniens | 10,37            | 1 865 (2022)                      | 180                |
| Saint-Jean-les-Deux-Jumeaux | 77415      | Saint-Jeannais     | 13,26            | 1 294 (2022)                      | 98                 |
| Sainte-Aulde                | 77401      | Saint-Aldais       | 8,63             | 692 (2022)                        | 80                 |
| Sammeron                    | 77440      | Sammeronnais       | 6,06             | 1 160 (2022)                      | 191                |
| Sancy                       | 77443      | Sancéens           | 5,48             | 390 (2022)                        | 71                 |
| Sept-Sorts                  | 77448      | Sept-Sortais       | 3,22             | 597 (2022)                        | 185                |
| Signy-Signets               | 77451      | Cignatiens         | 13,44            | 620 (2022)                        | 46                 |
| Tigeaux                     | 77466      | Tigéens            | 6,12             | 399 (2022)                        | 65                 |
| Touquin                     | 77469      | Touquinois         | 11,34            | 1 228 (2022)                      | 108                |
| Ussy-sur-Marne              | 77478      | Ussois             | 13,93            | 1 063 (2022)                      | 76                 |
| Vaucourtois                 | 77484      | Vaucourtoisiens    | 4,68             | 281 (2022)                        | 60                 |
| Villiers-sur-Morin          | 77521      | Villermorinois     | 6,28             | 2 067 (2022)                      | 329                |
| Voulangis                   | 77529      | Voulangeois        | 9,58             | 1 504 (2022)                      | 157                |

### Démographie
| 1968   | 1975   | 1982   | 1990   | 1999   | 2010   | 2015   | 2021   |
| ------ | ------ | ------ | ------ | ------ | ------ | ------ | ------ |
| 45 531 | 50 233 | 57 065 | 69 335 | 77 419 | 87 075 | 90 843 | 94 527 |

## Organisation

### Siège
Le siège de la communauté d'agglomération est en mairie de Coulommiers, 13 rue du Général de Gaulle.

### Élus
Le conseil communautaire de la communauté d'agglomération se compose de 84 conseillers, représentant chacune des communes membres et élus pour une durée de six ans.
Ils sont répartis comme suit :
| Nombre de conseillers | Communes                                          |
| --------------------- | ------------------------------------------------- |
| 13                    | Coulommiers                                       |
| 8                     | La Ferté-sous-Jouarre                             |
| 4                     | Mouroux                                           |
| 3                     | Crécy-la-Chapelle, Jouarre                        |
| 2                     | Boissy-le-Châtel, Faremoutiers, Guérard, Pommeuse |
| 1 (+1 suppléant)      | les 45 autres communes                            |

### Présidence
Au terme des élections municipales de 2020 en Seine-et-Marne, le conseil communautaire restructuré a réélu son président, Ugo Pezzetta, maire de La Ferté-sous-Jouarre, et désigné ses 15 vice-présidents, qui sont :  
1. Bernard Jacotin, maire de Beautheil-Saints, chargé du  développement économique et de l’administration générale ;
2. Laurence Picard, chargée de l’aménagement du territoire, de l’instruction du droit des sols et des politiques contractuelles ;
3. Guy Dhorbait, maire de Boissy-le-Châtel, chargé des finances et de la commande publique ;
4. Franz Molet, maire de Voulangis, chargé des équipements sportifs et de loisirs ;
5. Sophie Chevrinais, maire de Touquin, chargée de l’enfance et de la petite enfance ;
6. Philippe Fourmy, maire de Signy-Signets, chargé de l’assainissement, de l’eau eau potable et des eaux pluviales ;
7. Jean-Jacques Prevost, maire de Coutevroult, chargé des mobilités et des transports ;
8. .Éric Gobard, maire d'Aulnoy, chargé du tourisme ;
9. Bernard Carouge, maire de Crécy-la-Chapelle, chargé de la maintenance du patrimoine de l’agglomération, de la mutualisation, des groupements d’achat et du bail voirie ;
10. Laurence Miffre-Peretti, maire de Saint-Jeau-les-Deux-Jumeaux, chargée de la politique culturelle communautaire ;
11. Emmanuel Vivet, maire de Nanteuil-sur-Marne,  chargé de l’aménagement numérique et des Maisons France Service
12. Daniel Nalis, maire de Guérard, chargé de la politique environnement communautaire ;
13. Patrick Romanow, maire de Reuil-en-Brie, chargé de la politique de santé communautaire ;
14. Sophie Deloisy, maire-adjointe de Coulommiers, chargée de l’emploi et de l’insertion ;
15. Sébastien Houdayer, maire de Saint-Augustin, chargé des gens du voyage et du contrat intercommunal de sécurité et de prévention de la délinquance.

Les observateurs ont noté qu'aucun élu de Jouarre, ville qui avait souhaité en 2017 ne pas intégrer Coulommiers-Pays de Brie, ne siège au bureau communautaire, constitué pour la mandature 2020-2026, du président, des vice-présidents et d'un conseiller communautaire délégué à la GEMAPI, Jean Louis Vaudescal, maire de Couilly-Pont-aux-Dames.
| Période      | Période                       | Identité     | Étiquette   | Qualité |
| ------------ | ----------------------------- | ------------ | ----------- | --- |
| janvier 2018 | En cours (au 16 juillet 2020) | Ugo Pezzetta | Agir, ex-LR | Gérant d'entreprise Maire de La Ferté-sous-Jouarre (2014 → ) Conseiller départemental de La ferté-sous-Jouarre (2015 → ) Président de l'ex-CC du Pays fertois (2016 → 2017) Réélu pour le mandat 2020-2026 |

### Compétences
La communauté d'agglomération exerce les compétences qui lui ont été transférées par les communes membres, dans les conditions fixées par le code général des collectivités territoriales.
Il s'agit des compétences obligatoires pour toutes les communautés d'agglomération : 
- Développement économique (notamment les zones d'activité et la politique du commerce, la promotion du tourisme) ;
- L'aménagement de l'espace communautaire (notamment Plan local d'urbanisme (PLU), politique du logement,  logement social, logement des personnes défavorisées, amélioration du parc immobilier, réserves foncières) ;
- Politique de la ville (notamment contrat de ville, dispositifs contractuels et dispositifs locaux de prévention de la délinquance)
- GEMAPI ;
- Accueil des gens du voyage ;
- Collecte et traitement des déchets des ménages et assimilés.

Elle exerce également les compétences optionnelles suivantes :
- Environnement et cadre de vie ;
- Équipements culturels et sportifs reconnus d'intérêt communautaire ;
- Action sociale d'intérêt communautaire ;
- Eau.

Dans l'attente de la détermination par le conseil communautaire des compétences facultatives de la nouvelle intercommunalité, la CACPB exerce les compténces facultatives des intercommunalités fusionnées au profit des communes situées dans leurs anciens territoires,.

### Régime fiscal et budget
L'intercommunalité est un établissement public de coopération intercommunale à fiscalité propre.
Afin de financer l'exercice de ses compétences, elle perçoit, comme toutes les communautés d'agglomération, la fiscalité professionnelle unique (FPU) – qui a succédé à la taxe professionnelle unique (TPU) – et assure une péréquation de ressources entre les communes résidentielles et celles dotées de zones d'activité.

## Projets et réalisations

### Projets
Les premiers projets de la CACPB concernent notamment, : 
- la construction d’une maison de santé à la Ferté-sous-Jouarre ;
- la mise en œuvre du transport à la demande ;
- l’aménagement d’un parc d’activités économiques à Mouroux ;
- l’ouverture de la maison des fromages de Brie à Coulommiers.